# 対潜空母

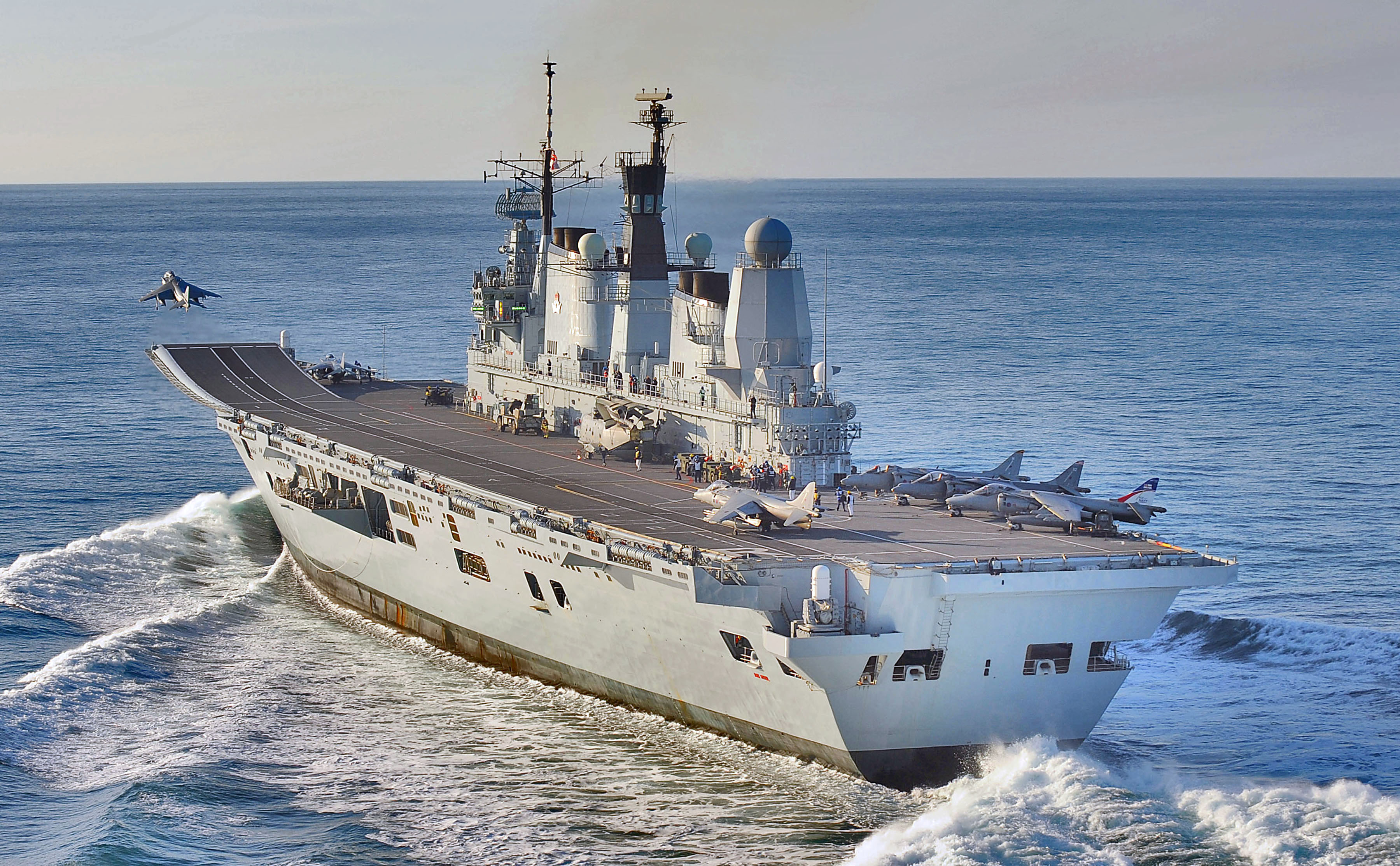
対潜空母「アークロイヤル」

対潜空母（たいせんくうぼ）は、対潜戦を主任務とする航空母艦。アメリカ海軍では、高性能な艦上戦闘機・攻撃機などの運用能力を備えた大型空母（CVB; 後の攻撃空母（CVA））などと区別するため、1952年7月8日にCVSの船体分類記号を新設したが、1974年までに運用を終了した。またイギリス海軍のインヴィンシブル級航空母艦もCVSと称されていた。

## CATOBAR方式

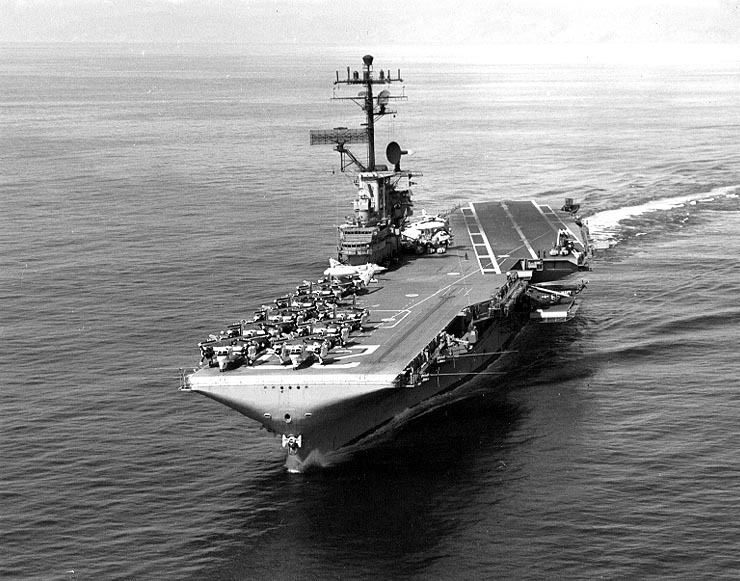
S-2やA-4、E-1を搭載した「ベニントン」

1940年代後半の冷戦構造の成立とともに、西側諸国はソ連海軍の潜水艦戦力への対抗を迫られた。ヨーロッパで東西の武力衝突が発生した際、アメリカ本土から速やかに増援・補給が行われることが期待されていたが、これに対してソ連海軍はドイツ海軍のUボートの技術をもとにした高性能潜水艦の整備を進めており、後方連絡線を巡って再び大西洋の戦いが発生することが予測された。また大西洋の中央部には、地上基地からの対潜哨戒機が到達できない間隙が発生することから、船団護衛だけでなくこの海域をカバーすることも求められた。
この状況に対し、アメリカ海軍は対潜戦能力の強化策の一環として、まず1949年までにコメンスメント・ベイ級航空母艦7隻を対潜戦用に改装した。これらの艦は通常の護衛空母（CVE）と区別してCVEKと称されることがあった。CVEKは、他の任務もあったため必ずしも対潜戦に専従したわけではなかったが、対潜戦任務の場合は、TBM-3W 6機と-3S 12機を搭載しており、また後にはTBM-3Wに替えてAD-3Wが搭載されるようになった。
また護衛空母だけでなく、軽空母（CVL）も対潜戦任務に投入されるようになった。まず1949年に「ライト」が対潜戦任務に充当されたのち、朝鮮戦争直後に「カボット」「バターン」が対潜戦に対応して改修されており、これらの艦はCVLKとも称された。1952年以降、CVEK・CVLKの艦上機はAD-4W/Sに更新された。しかしこの時期、既にこれらの艦については安定性などの面での不満が指摘されており、1954年よりAF ガーディアンの艦上運用が開始されると更に深刻化した。同機は、アメリカ海軍が初めて対潜戦専用に開発・配備した航空機であったが、エンジンの出力不足に悩まされていた。特に低速の護衛空母では十分な甲板上合成風速を得られない場合が多く、艦上運用には危険が伴ったため、まもなく実戦部隊からは引き下げられた。
これらの経験も踏まえて、より大型のエセックス級などの正規空母が対潜戦に充当されるようになった。まず1952年に「ヴァリー・フォージ」が対潜戦任務に従事したのち、同年7月8日、CVSの船体分類記号が新設された。配備中の2隻（アンティータム、レイテ）およびモスボール艦3隻（バンカー・ヒル、エンタープライズ）が順次にこちらに類別変更されたほか、新型の攻撃空母の配備が進むとともに、エセックス級のうち従来はCVAとして運用されていた艦も、順次に類別変更されていった。これは、新世代の艦上哨戒機であるS2Fの配備を受けた動きであり、同機は護衛空母からでも運用可能ではあったものの、より大型の艦が望ましいとされていた。
東側諸国のMiG戦闘機が対潜空母の艦上機を脅かし、対潜空母自身もソ連の哨戒機の接近を受けるようになったことから、1954年より戦闘機の分遣隊が対潜空母に派遣されるようになり、通常は4機のF2H戦闘機が搭載された。その後、艦上戦闘機の大型化・高性能化に伴い、対潜空母での運用が困難になったことから、1960年以降の一時期は戦闘機を搭載せずに運用されていた。しかしその後開発されたA4Dは、攻撃機ながら高速敏捷で、しかも対潜空母でも運用可能なコンパクトさを備えていたことから、1965年6月1日に対潜戦闘機飛行隊（VSF-1）が編成されて、各艦にA-4 4機ずつの分遣隊が派遣されるようになった。
ベトナム戦争では、対潜空母も頻繁に投入されていった。S-2が哨戒任務についたほか、戦闘機として配属されたA-4は、対潜空母の防空を担うとともに、攻撃空母からの攻撃任務にも従事した。SH-3Aも哨戒機材を降ろして攻撃空母に配属され、救難機として運用されることもあり、AD-5Wも攻撃空母に配属されて強力なレーダーを活かした様々な任務に従事した。また特に「イントレピッド」は能力限定型CVAと称され、艦上哨戒機のかわりに攻撃飛行隊を搭載して攻撃任務に従事した。
1961年から1967年にかけて、アングルド・デッキ装備艦（SCB-125改修艦）から8隻がFRAM改修を受けた。これは全面的な装備更新とともに、AN/SQS-23探信儀の搭載も含むものであった。1966年から1967年にかけて「ワスプ」に対して行われた改装では、海軍戦術情報システム（NTDS）の対潜戦用試作機（ASW Ship Command and Control System, ASWSC&CS）も搭載された。また上記の通り、大西洋中心部に生じる対潜哨戒機が到達できない間隙をカバーすることも、対潜空母の重要な任務だった。そのため継続的な哨戒を実施できるよう、1960年代末からは専用の補給艦（AOR）も建造された。これは攻撃空母に対するAOEに比せられるものであった。しかし航続距離の長いP-3の配備が進むと、大西洋中央部の間隙は消失し、対潜空母は攻撃空母に随伴して対潜援護を提供するようになっていった。
この時期、ソ連海軍は潜水艦戦力の拡充を進めていた。対するアメリカ海軍は、ベトナム戦争後の国防予算の枠内では、対潜戦専従の航空母艦を維持することは困難となっていた。S-2の後継となる新しい艦上哨戒機としてS-3が登場していたが、その運用に対応できるように既存のCVSを改修するには更なる予算が必要になると見積もられた。ニクソン・ドクトリンを背景として、アメリカ軍はアジア地域に有していた地上基地の閉鎖を進めていたことから、空母航空団のかわりに基地航空隊に頼ることも難しかった。一方、1969年に攻撃空母「フォレスタル」に試験的にSH-3Dヘリコプター8機を搭載して対潜戦も兼務させた際には、良好な結果が得られていた。
1970年に海軍作戦部長に就任したズムウォルト大将は、潜水艦を含めたソ連海軍の戦力拡充やニクソン・ドクトリンなどの環境変化に対応するため、同年9月に発表した「プロジェクト60」において、戦力投射を優先してきた近来の方針を修正して制海を重視する方針を打ち出しており、航空母艦に戦力投射と制海の両方を担わせること（dual-mission carrier）が構想された。これを受けて、攻撃空母に哨戒機・哨戒ヘリコプターを搭載して汎用化することになり、CVSの運用は1974年までに終了した。

## ヘリコプター・STOVL方式
第二次世界大戦中、護衛空母は対潜戦でも重要な役割を果たしたが、戦後、CATOBAR方式の対潜空母が運用する艦上哨戒機が広域対潜戦を担うようになるのにつれて、特に船団護衛における航空援護はヘリコプターが担当するようになっていった。大戦中より、既に艦載ヘリコプターの対潜戦での活用についての研究が着手されており、1945年2月にはHOS-1に吊下式ソナーを搭載する実験が行われた。戦後も研究が継続されており、アメリカ海軍は、1955年6月12日に艦籍にあった護衛空母（CVE）のうち30隻を護衛ヘリコプター空母（CVHE）に類別変更した。これは、戦時に哨戒ヘリコプターを搭載して船団護衛にあたることを想定した措置であったが、そのために特に改修されたわけではなかった。またスペイン海軍は、1967年よりアメリカ海軍の軽空母「カボット」の貸与を受けて（後に購入）「デダロ」として就役させ、ヘリ空母として運用した。
ソ連海軍では、政治的な理由から空母の保有がなかなか実現せず、まずは水上戦闘艦に艦載ヘリコプターを搭載して運用していたが、その経験から、各艦に分散配備するよりは複数機を集中配備したほうが効率的であると判断され、ヘリ空母の保有が志向されることになった。まずヘリコプター巡洋艦として1123型対潜巡洋艦（モスクワ級）が建造され、1967年より就役したのち、1975年からは、Yak-38艦上攻撃機の運用に対応して全通飛行甲板を備えた1143型航空巡洋艦（キエフ級）が就役を開始した。
イギリス海軍では、1950年代より、空母を補完するヘリ空母として護衛巡洋艦（escort cruiser）の計画が着手されたが、予算上の都合から新造がなかなか実現せず、まず1965年から1972年にかけてタイガー級巡洋艦2隻がヘリコプター巡洋艦として改装されたほか、上陸戦を担うコマンドー母艦も対潜空母を兼務するようになった。その後、正規空母の運用終了に伴って護衛巡洋艦の機能充実が図られることになり、最終的に、シーハリアー艦上戦闘機の運用に対応したインヴィンシブル級航空母艦（CVS）として結実して、1980年より就役を開始した。
アメリカ海軍も、ヘリコプター揚陸艦（LPH）としてイオー・ジマ級を建造する際には副次的に対潜戦への投入を想定してソノブイや短魚雷の搭載スペースを確保していたほか、1969年より、対潜ヘリコプター母艦（DHK）の計画に着手していた。これはハリアー搭載の制海艦（SCS）に発展し、1975年度予算から建造に入る予定だったが、結局実現しなかった。ただしスペイン海軍とタイ海軍向けに、その準同型艦および派生型が建造されたほか（「プリンシペ・デ・アストゥリアス」および「チャクリ・ナルエベト」）、強襲揚陸艦（LHD）としてワスプ級を建造する際には副次的に制海艦任務が付与され、続くアメリカ級では更に航空運用機能が強化されて、F-35Bを20機搭載しての「ライトニング空母」としての運用も検討されている。
イタリア海軍では法律・予算の制約から空母の保有がなかなか実現せず、まずヘリコプター巡洋艦（アンドレア・ドーリア級2隻と発展型の「ヴィットリオ・ヴェネト」）によって対潜防御を行っていた。その後、後継となる「ジュゼッペ・ガリバルディ」ではスキージャンプ勾配を有する全通飛行甲板を導入したものの、法的問題の解決が遅れたこともあり、当初は固定翼機を搭載せずに純粋なヘリ空母として運用していた。海上自衛隊も、第2次防衛力整備計画で検討していたヘリ空母（CVH）の計画が断念されたあとは、従来の護衛艦の延長線上でヘリコプターの運用能力を付与・強化したヘリコプター搭載護衛艦（DDH）を建造・運用していたが、その後継艦では全通飛行甲板が導入され、平成16年度からひゅうが型、また平成22年度からは発展型のいずも型が建造されており、これらはジェーン海軍年鑑ではヘリ空母として類別されている。